# Ніколай Ілієв
Ніколай Ілієв (болг. Николай Илиев, нар. 31 березня 1964, Софія) — болгарський футболіст, що грав на позиції захисника.
Виступав, зокрема, за клуби «Левскі», «Болонья» та «Ренн», а також національну збірну Болгарії.
Володар Кубка Болгарії.

## Клубна кар'єра
Народився 31 березня 1964 року в місті Софія. Вихованець футбольної школи клубу «Левскі». Дорослу футбольну кар'єру розпочав 1983 року в основній команді того ж клубу, в якій провів шість сезонів, взявши участь у 182 матчах чемпіонату.  Більшість часу, проведеного у складі «Левскі», був основним гравцем захисту команди.
Своєю грою за цю команду привернув увагу представників тренерського штабу клубу «Болонья», до складу якого приєднався 1989 року. Відіграв за болонської команду наступні два сезони своєї ігрової кар'єри.
Згодом з 1991 по 1993 рік грав у складі команд «Герта» та «Левскі».
У 1993 році перейшов до клубу «Ренн», за який відіграв 2 сезони. Завершив професійну кар'єру футболіста виступами за команду «Ренн» у 1995 році.

## Виступи за збірну
У 1983 році дебютував в офіційних матчах у складі національної збірної Болгарії.
У складі збірної був учасником чемпіонату світу 1994 року у США.
Загалом протягом кар'єри в національній команді, яка тривала 12 років, провів у її формі 54 матчі, забивши 4 голи.

## Титули і досягнення

### Командні
- Володар Кубка Болгарії (1):

«Левскі»: 1983-1984

### Особисті
- Футболіст року в Болгарії: 1987
- Почесний громадянин Софії (1994)[1].